# 4월은 너의 거짓말 (영화)
"4월은 너의 거짓말"(일본어: 四月は君の嘘)는 2016년 개봉한 일본의 로맨스 영화이다. 감독은 내 첫사랑을 너에게 바친다, '깨끗하고 연약한', '다만, 널 사랑하고 있어' 등을 작업한 신조 타케히코, 각본은 '별의 금화', 스트로베리 나이트 시리즈 등을 작업한 타츠이 유카리(龍居由佳里), 음악은 요시마타 료이다.

## 출연

### 주연
- 히로세 스즈 : 미야조노 카오리 역
- 야마자키 켄토 : 아리마 코세이 역

### 조연
- 이시이 안나 :사와베 츠바키 역
- 나카가와 타이시 : 와타리 료타 역
- 코모토 마사히로
- 혼다 히로타로
- 이타야 유카 : 세토 히로코 역
- 단 레이 : 아리마 사키 역

## 기타
- 히로세 스즈와 야마자키 켄토는 각각 바이올린 연주와 피아노 연주를 위해 영화의 크랭크인 반년 전 정도부터 연습했다고 한다.